# Cornelis Willem Luijendijk
Cornelis Willem Luijendijk (Den Bommel, 16 februari 1892 – Amsterdam, 24 januari 1978) was een Nederlandse burgemeester. Luijendijk was lid van de Anti-Revolutionaire Partij.

## Leven en werk
Luijendijk werd in 1892 in Den Bommel geboren als zoon van Pieter Luijendijk en Gieltje Janna de Braal. Hij werd bij Koninklijk Besluit d.d. 21 oktober 1924 benoemd tot burgemeester van de gemeenten Ameide en Tienhoven. Voor zijn benoeming tot burgemeester was hij werkzaam op de gemeentesecretarie van Woubrugge, Leimuiden en Rijnsaterwoude.
In 1935 was Luijendijk de eerste Nederlandse burgemeester die zijn vliegbrevet haalde. Hij initieerde de Ameidevluchten, een jaarlijkse wedstrijd voor sportvliegers.
Met ingang van 1 maart 1957 kreeg Luijendijk op zijn verzoek eervol ontslag verleend als burgemeester van Ameide en Tienhoven. Hij had deze functie ruim 32 jaar vervuld, met een korte onderbreking omstreeks 1933/1934 toen hij vanwege ziekte werd vervangen door de toenmalige burgemeester van Vianen Simon Hoogenboom. 
Luijendijk trouwde in 1931 in Hilversum met Cornelia Alida Kok. Hij overleed in 1978 op 85-jarige leeftijd in Amsterdam.